# Leadgitaar

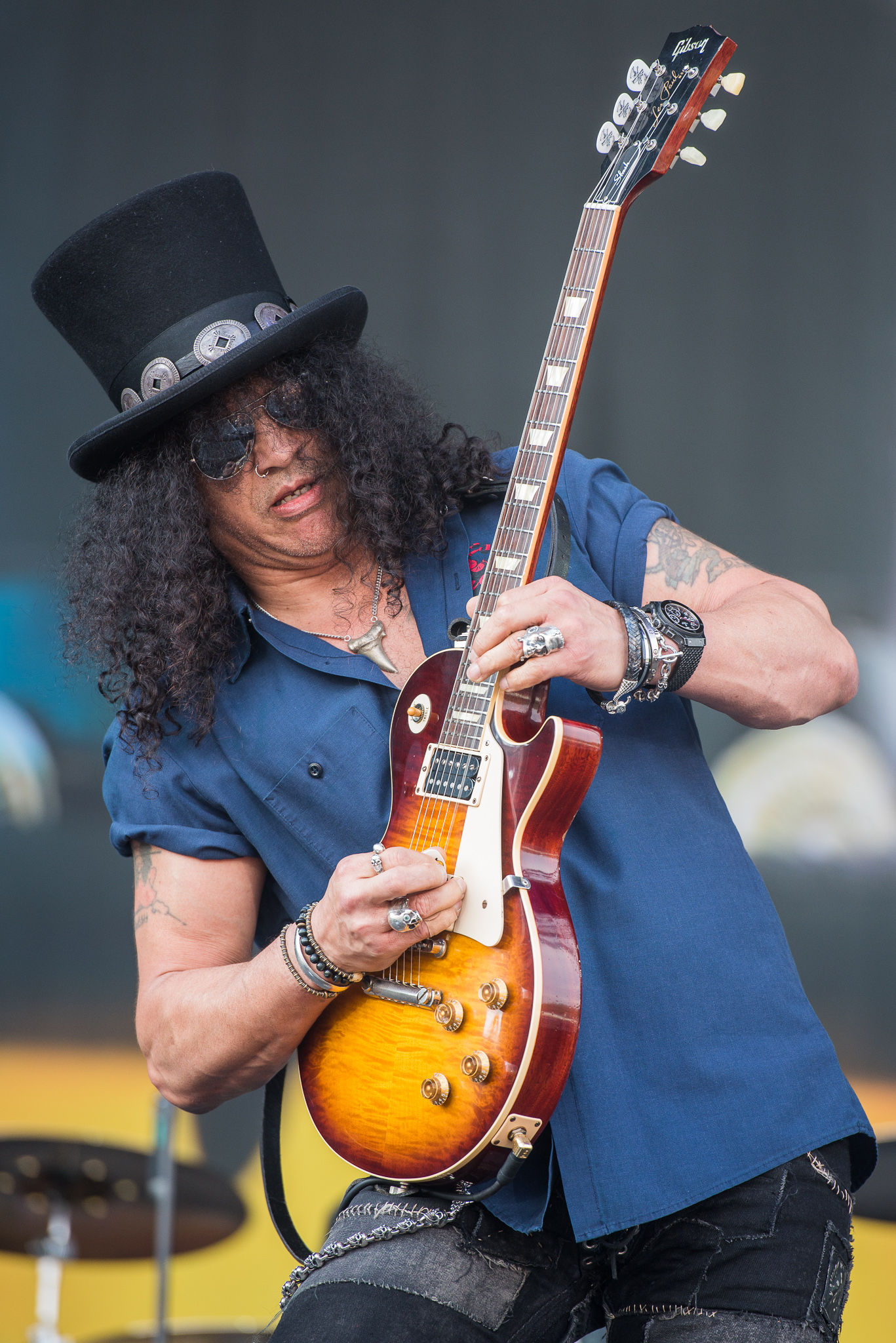
Slash, de leadgitarist van de Amerikaanse hardrockband Guns N' Roses

Met de leadgitaar (soms ook sologitaar of melodiegitaar genoemd) wordt de partij van de gitarist in een muziekgroep bedoeld die de instrumentale melodieën van de compositie speelt. Karakteristieke elementen van de leadgitaar zijn solo's en melodieuze partijen in fills en riffs. Bij de meeste bands in de lichte muziek worden de hoofdmelodieën (de 'leads') van de compositie ten uitvoer gebracht door de leadzanger(es) samen met de leadgitarist en/of de toetsenist.
De leadgitaar wordt in vaste bezettingen van bands vaak door hetzelfde bandlid (de leadgitarist) gespeeld. Het komt tevens voor dat gitaristen in bands met meerdere gitaristen zowel de leadgitaar als de slaggitaar kunnen spelen. In het laatstgenoemde geval wisselen de gitaristen dus onderling van hun rol in de bezetting.